# Springfield, Fife
Springfield är en by i Fife i Skottland. Byn är belägen 39,6 km 
från Edinburgh. Orten har 940 invånare (2016).